# Heliconius leonora
Heliconius leonora är en fjärilsart som beskrevs av Krüger 1927. Heliconius leonora ingår i släktet Heliconius och familjen praktfjärilar. Inga underarter finns listade i Catalogue of Life.